# لويس مورر (رسام)
لويس مورر (بالألمانية: Louis Maurer؛ بالإنجليزية: Louis Maurer) هو رسام وفنان أمريكي وألماني، ولد في 21 فبراير 1832 في Biebrich (Wiesbaden) ‏ في ألمانيا، وتوفي في 19 يوليو 1932 في نيويورك في الولايات المتحدة.

## معرض صور

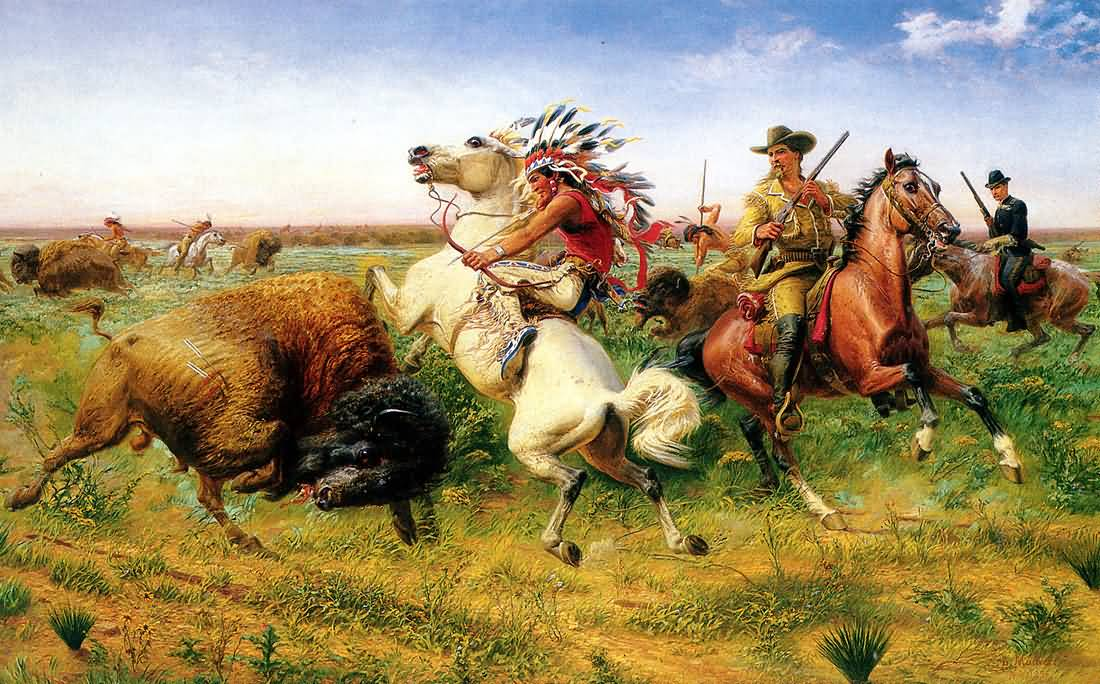
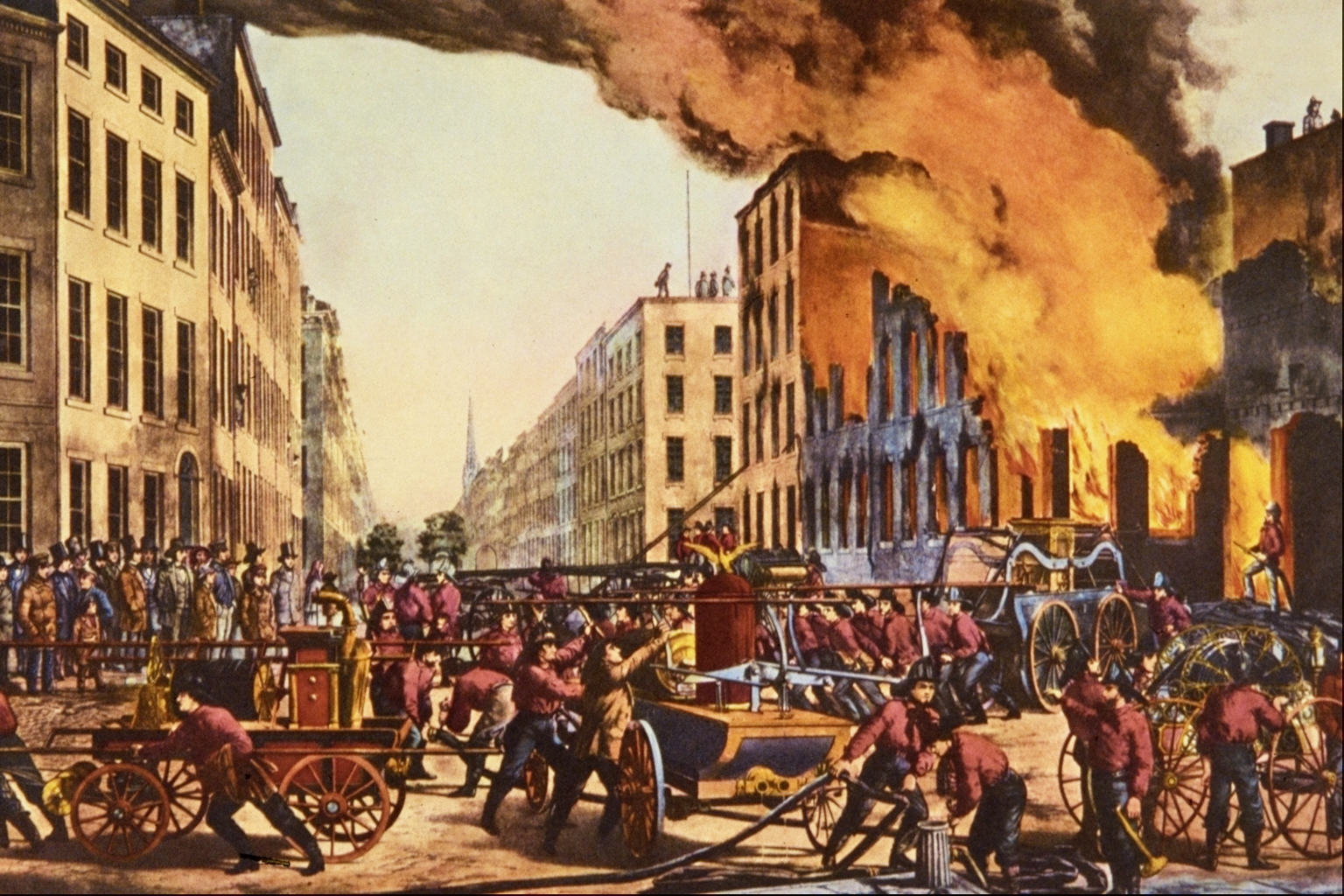
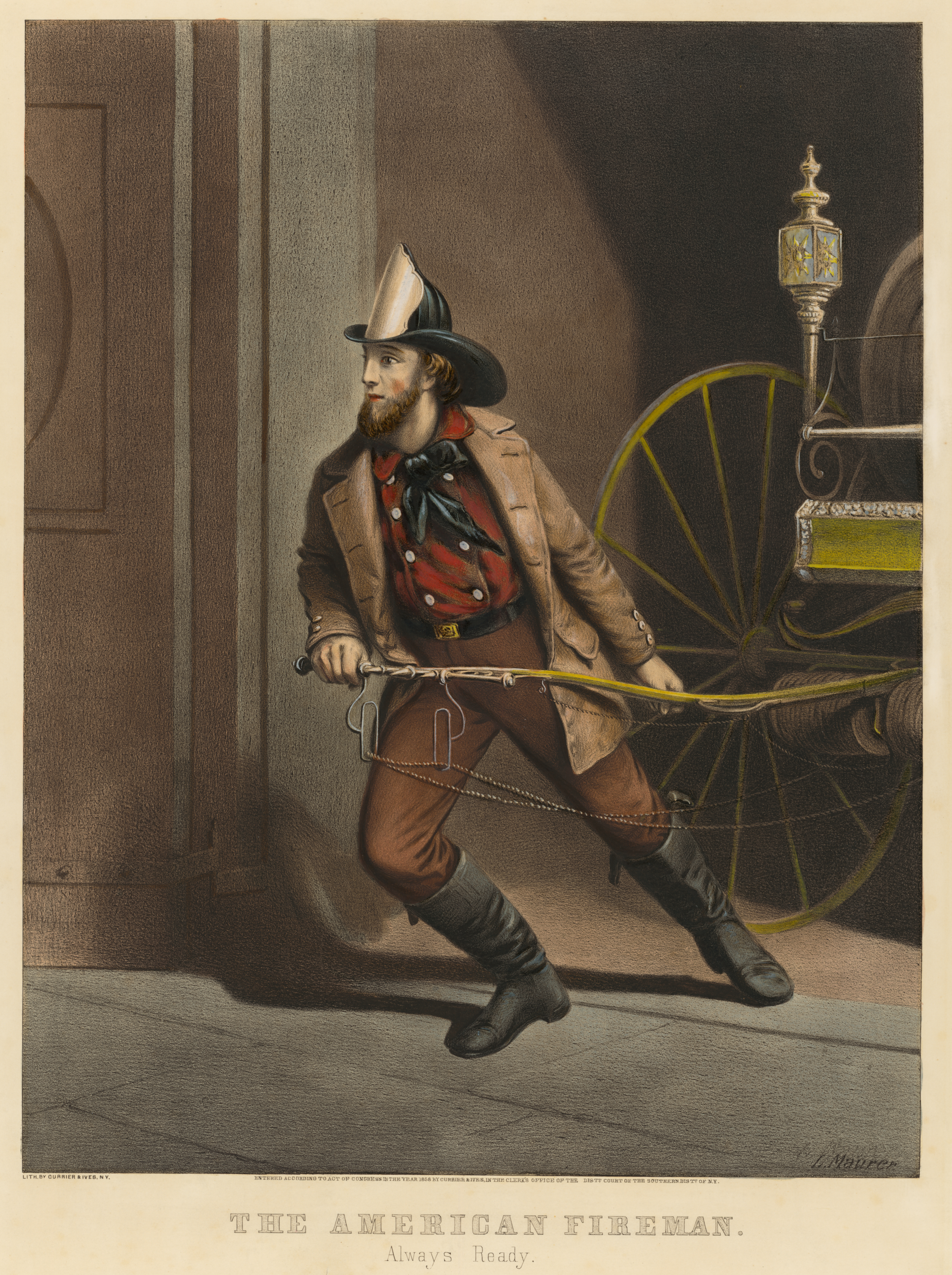